# История догматов
«История догматов» (нем. Der Dogmengeschichte) — теологический трактат по церковной истории немецкого либерального лютеранского теолога Адольфа фон Гарнака, где изучено происходжение христианской догматики, опубликованный им в 1889 году.

## Содержание
Христианство Гарнак определяет как веру в Бога как Отца Иисуса Христа. Догматы он трактует как положения веры, сформулированные и принятые Церковью. История догматов не тождественна истории христианства и начинается в III веке, когда Христос был воспринят как Логос. Конец истории догматов Гарнак связывает с Реформацией, поскольку тогда институт Церкви от имени которой могли бы формироваться новые догматы был подвергнут критике. Гарнак критикует представление о догмате как о «чистом изложении Евангелия». «Освобождение церкви от догматического христианства» он называл благом и эмансипацией. Вместе с тем, догматы никогда не скрывали «основные мысли Евангелия», которая заключается в познании Бога посредством молитвы и дел. Гарнак задается вопросом о различении в христианстве «своего» и «заимствованного» (суеверий). Он обращает внимание, что христианство стало всемирной религией «на греко-римской почве», хотя изначально Евангелие было возвещено лишь иудеям. Суть Евангелия Гарнак сводил к трем аспектам: владычество Бога (монотеизм), заповедь любви и прощение грехов. Первым богословом христианской общины он называет Павла, который выделил христианство из иудаизма (окончательное размежевание произошло после падения Иерусалима). Именно Павел акцентировал внимание на искупительной миссии (смерти и воскресении) Иисуса Христа. Четвертое (несиноптическое) Евангелие позже посланий Павла и адаптирует эллинистическую идею Логоса (предвечность и богоравность бытия Иисуса Христа), хотя в синоптических евангелиях присутствует масса мест, где Христос описан как человек. При этом Гарнак замечает, что современный апостолам иудаизм был уже неоднороден (в качестве аргумента упомянут Филон Александрийский).
Создателями первых догматов были гностики (Василид и Валентин), отвергавшие мир и Ветхий Завет. Гарнак даже утверждает, что «гностицизм предвосхитил католицизм» (идея «единосущия», культовая магия, умножение таинств). Маркион (испытавший вляниние сирийского гностицизма) уже создал первый канон Нового Завета. Лишь в 3 веке из разрозненных христианских общин начала сплачиваться единая «католическая» церковь, объединенная культовой практикой (что было неразрывно связано с сословием священников), исповеданием и общим Новым Заветом. Первыми христианским раскольниками стали монтанисты (самым известным представителем которых был Тертуллиан). Собственно понятие догмата в христианство вводят апологеты (Юстин Философ), которые также закрепляют представление о Христе как Логосе (Климент Александрийский) и о троичности Бога (Феофил Антиохийский). В отличие от радикальных элитаристских гностиков апологеты были демократическими консерваторами. Черту под гностической модой в христианстве подвел Ириней Лионский. Именно он впервые формулирует идею богочеловечества, хотя понятие Троицы в его сочинениях не фигурировало. «Творцом церковной догматики» Гарнак называет Оригена. Из отвержения Христа как Логоса рождается ересь адопцианства, представителем которой был Павел Самосатский (его учение позже возродилось в несторианстве). Афанасий Александрийский ввел в христианство учение о «единосущии» и тем самым обосновал монашескую практику. Внешнее единство церкви обеспечил император Константин Великий, созвавший Никейский собор. Роль вселенских соборов Гарнак оценивает критически, отмечая зыбкость грани между вселенским и поместным собором, а также критикуя роль византийского государства в организации этих соборов. Юстиниан утвердил авторитет первых 4-х соборов, а для греков выражением истины являются постановления 7-ми соборов. Причем торжество иконопочитания Гарнак рассматривает как победу «плохо скрытого политеизма», «суеверия» и «низшей религии» над «духовной религией»
Высоко оценивается роль Августина, который наиболее полно раскрыл понятие личного греха перед Богом, благодати и поднял авторитет церкви. Гарнак называет его «отцом римской церкви и реформации, библеистов и мистиков». Григорий Великий вводит в католицизм учение о чистилище. Представление о католической церкви как иерархической сакрально-юридической корпорации оформилось к 13 в. Из провозвестников Реформации Гарнак выделяет Виклифа и Гуса. Сама Реформация не только расколола католицизм, но и привела к его укреплению через Тридентский собор. Реформацию Гарнак называет «окончанием истории догмы». Однако в теологии Лютера он находит пережитки католицизма: «смешение Священного Писания со Словом Божиим», «смешение евангельской веры с древними догмами», разделение оправдания и возрождения (при интерпретации крещения младенцев).